# إدارة عامة

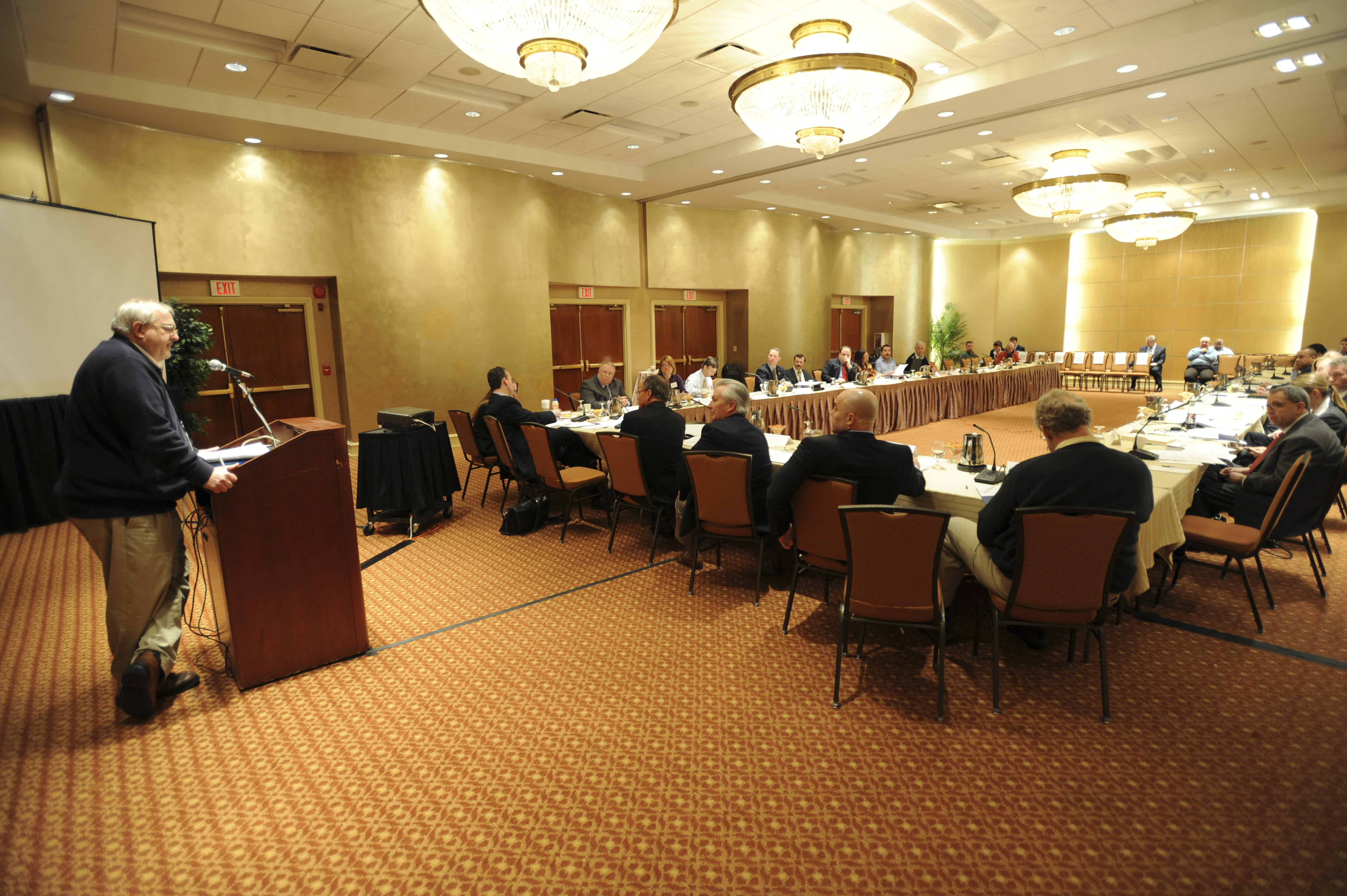

الإدارة العامة (بالإنجليزية: Public administration) هي تطبيق السياسة العامة وإدارة المؤسسات الحكومية والمؤسسات غير الربحية وهي عبارة عن اختصاص أكاديمي يعمل على دراسة هذا التطبيق وتهيئة العاملين في مجال الخدمة المدنية خصيصًا من أجل أداء مهامهم الإدارية حتى يمارسوا أعمالهم في القطاعين الحكومي وغير الربحي. وبصفته مجال بحث متنوع في نطاق تركيزه فإن هدفه الأساسي يكمن في المضي قدمًا بالإدارة وسياساتها حتى تتمكن الحكومة من أداء وظيفتها. تشمل بعض التعريفات العديدة المطروحة للمصطلح تعريفه بأنه عبارة عن «إدارة البرامج العامة» أو تعريفه بكونه «ترجمة السياسات على أرض الواقع في ما يمكن للمواطنين رؤيته يوميًا»، ويمكن تعريفه على أنه «دراسة صناعة القرار الحكومية وتحليل السياسات والمدخلات المختلفة بذاتها وما تفضي إليها فضلًا عن المدخلات الضرورية التي تؤدي إلى سياسات بديلة». يجمع مصطلح الإدارة العامة كلمتين. توجد الإدارة في جميع جوانب الحياة الاجتماعية والاقتصادية والسياسية مما يعني أنه من أجل تأدية منظمة أو مؤسسة ما لوظيفتها على أكمل وجه يجب أن تحكم أو تدار بشكل مناسب وتنبثق فكرة الإدارة من هذا المفهوم.
ينصب تركيز الإدارة العامة على تنظيم السياسات والبرامج الحكومية فضلًا عن سلوك المسؤولين (الذين عادةً ما يكونوا غير منتخبين) والذين يتحملون رسميًا المسؤولية عن تصرفاتهم. يمكن اعتبار العديد من الموظفين الحكوميين غير المنتخبين مدراء عامين ويدخل من جملة هؤلاء كل من رؤساء الأقسام الحكومية على مستوى المدن والمقاطعات والأقاليم والولايات بالإضافة إلى المستوى الفيدرالي ممن يشغلون مناصب على غرار مدراء الميزانية المحليين ومدراء الموارد البشرية (إتش آر) ومدراء المدن ومدراء الإحصاء والمسؤولين الحكوميين عن الصحة النفسية والوزراء الحكوميين. يعد المدراء الحكوميون موظفون في القطاع العام إذ يعملون في الوزارات والوكالات الحكومية وفي جميع مستويات الحكومة.
بادر الموظفون والأكاديميون العاملون في سلك الخدمة المدنية في الولايات المتحدة من أمثال وودرو ويلسون إلى تشجيع إصلاح مجال الخدمة المدنية خلال ثمانينيات القرن التاسع عشر جاعلين من الخدمة العامة موضعًا للدراسة الأكاديمية. ومع ذلك لم يكن هناك اهتمام يذكر في وضع نظرية للإدارة العامة إلى حين الرواج الذي لاقته نظرية عالم الاجتماع الألماني ماكس فيبر حول البيروقراطية مع حلول منتصف القرن العشرين. يتسم هذا المجال بتداخل الاختصاصات الذي تدرسه إذ تحدد أحد المقترحات العديدة للمجالات المتفرعة عن الإدارة العامة ستة أسس والتي تشمل كلًا من الموارد البشرية والنظرية التنظيمية وتحليل السياسات وعلم الإحصاء وإدارة الميزانية والأخلاقيات. تعد الإدارة العامة جزءًا من علم الإدارة الأوسع. وينظر إليها ببساطة باعتبارها بيروقراطية بحتة وذلك بصرف النظر عن حقيقة عدم انحصار وجود البيروقراطية باعتبارها شكلًا تنظيميًا محددًا على الحكومة بل تمتد كذلك لتشمل القطاع الخاص ومنظمات القطاع الثالث. تعد الإدارة العامة اختصاصًا يعنى بتنظيم وتشكيل وتطبيق سياسات عامة نافعة للأفراد. وتؤدي عملها في المجال السياسي من أجل تحقيق الأهداف والغايات التي يضعها صناع القرار السياسي. وبالتالي فإن تركيز الإدارة العامة يتمحور حول البيروقراطية العامة.

## المجال الأكاديمي
عادةً ما تمنح البرامج الجامعية التي تعمل على تهيئة الطلاب لمزاولة مهن في مجال الإدارة العامة درجة ماجستير في الإدارة العامة (إم بّي إيه)، وذلك على الرغم من منح بعض الجامعات الأخرى لدرجة ماجستير فنون في الإدارة العامة. يستقي مجال الإدارة العامة الأكاديمي في الولايات المتحدة من مجالي العلوم السياسية والقانون الإداري إلى حدٍ كبير. تتضمن بعض برامج الإم بّي إيه دورة في علم الاقتصاد تهدف إلى تزويد الطالب بخلفية حول مجموعة من القضايا في علم الاقتصاد الجزئي (الأسواق وآليات الترشيد..إلخ) وعلم الاقتصاد الكلي (الدَين القومي على سبيل المثال). كتب باحثون من أمثال جون أ. رور عن التاريخ الطويل الكامن وراء الشرعية الدستورية للبيروقراطية الحكومية. يمكن إرجاع تمايز المجال عن غيره من المجالات الأخرى في أوروبا (ولا سيما في بريطانيا وألمانيا) إلى المناهج الجامعية القارية العائدة إلى عشرينيات القرن الثامن عشر. إذ اعتُمدت المؤهلات الأكاديمية بصفةٍ رسمية خلال العقد الثاني من القرن العشرين وتسعينيات القرن التاسع عشر على التوالي.
ترتبط أهداف مجال الإدارة العامة بالقيم الديمقراطية القائمة على تحسين مساواة وعدالة وأمن وكفاءة وفعالية الخدمات العامة في القطاع غير الربحي، ومن ناحية أخرى فإن إدارة الأعمال تعنى أساسًا بزيادة حصة السوق وإدرار العائدات وجني الأرباح. وبالنسبة لمجال مبني على مفاهيم مثل المساءلة والحوكمة واللامركزية وخدمة المتعهدين فإن هذه المفاهيم غالبًا ما تعرّف على نحو خاطئ وغالبًا ما تُغفل عنها جوانب محددة من التصنيفات النموذجية الخاصة بهذه المفاهيم.
يشير مصطلح «الإدارة العامة» الأكثر تحديدًا إلى الإدارة المعهودة أو الاعتيادية أو النمطية التي تسعى إلى تحقيق الصالح العام. يشير مصطلح «الإدارة العامة» في بعض التعريفات إلى وجهة النظر تجاه سير عمل الحكومة والمحكومة بوضع الأسواق في القطاع الخاص. يتضمن ذلك في العادة إدخال المدراء التنفيذيين رفيعي المستوى في عقودٍ خاصة بالأداء بدلًا من تعيينهم في مناصب دائمة مما يضع حجر الأساس لخلق نظام للأجور حسب الأداء بالنسبة للمدراء التنفيذيين وهو ما بدوره يخلق وكالات مدرة للعائدات وهلم جرًا. يطلق المناصرون على وجهة نظرهم سالفة الذكر اسم «الإدارة العامة الجديدة» (إن بّي إم). تمثل الإدارة العامة الجديدة محاولةً إصلاحيةً تؤكد على الطبيعة المهنية التي تتصف بها الإدارة العامة. تهدف إن بّي إم إلى الاستعاضة عن التأكيد الأكاديمي أو الأخلاقي أو الاختصاصي على الإدارة العامة التقليدية بالإضافة إلى التركيز على الجانب المهني. يدعو بعض المنظرين إلى التمييز بوضوح ما بين المجال المهني والاختصاصات الأكاديمية المرتبطة على غرار العلوم السياسية وعلم الاجتماع. ومع ذلك ما يزال المجال متداخل الاختصاصات بطبيعته.
يعتبر الباحث في مجال الإدارة العامة دونالد كيتل بأن «الإدارة العامة ترقد في مياه راكدة» على حد تعبيره لأن الباحثين في الجيل الأخير «سعوا إلى إنقاذ المجال أو الاستعاضة عنه بمجالات دراسة أخرى مثل التنفيذ والإدارة العامة والنظرية البيروقراطية الرسمية». يقول كيتل بأن «الإدارة العامة بصفتها مجالًا متفرعًا عن العلوم السياسية تعاني من صعوبة في تعريف دورها ضمن الاختصاص». كذلك يشير إلى وجود مشكلتين تشوبان الإدارة العامة ألا وهما «التأخر البادي عليها من الناحية المنهجية» بالإضافة إلى «عدم تعريف الأعمال النظرية الخاصة بالمجال في كثير من الأحيان». ويتبع كيتل ذلك بقوله بأن «أحد أكثر الأفكار الحديثة إثارةً للاهتمام في الإدارة العامة جاءت من خارج المجال».
تعد نظرية الإدارة العامة الحيز الذي تدور فيه النقاشات حول معنى وهدف الحكومة ودور البيروقراطية في تدعيم الحكومات الديمقراطية وإدارة الميزانيات والحوكمة والشؤون العامة. غدت نظرية الإدارة العامة خلال السنوات الماضية تدلل بصورة دورية على توجه كبير نحو النظرية النقدية ومفاهيم فلسفة ما بعد الحداثة في مواضيع الحكومة والحوكمة والسلطة. بيد أن العديد من الباحثين في مجال الإدارة العامة ما زالوا يدعمون تعريفًا تقليديًا للمصطلح مشددين على مفاهيم الدستورية والخدمة العامة وأشكال التنظيم البيروقراطية والحكومات المدارة هرميًا.

## باحثون بارزون
ينحدر الباحثون البارزون في الإدارة العامة من مجموعة من المجالات. جاء الباحثون الذين أسهموا في مجال الإدارة العامة من علم الاقتصاد وعلم الاجتماع والإدارة والعلوم السياسية والقانون الإداري وغيرها من المجالات المرتبطة في الفترة قبل أن يغدو المجال اختصاصًا مستقلًا بحد ذاته، في حين أسهم الباحثون المختصون في مجالي الإدارة العامة والسياسة العامة بدراسات ونظريات هامة في الفترة الأخيرة.

## الفرق بين الإدارة العامة وإدارة الأعمال
تختلف الإدارة العامة عن الخاصة في عدة جوانب منها الأهداف والمستفيدون ودائمية الوظيفة وفي معايير اتخاذ القرار وفي أساليب وطرق التقييم وفي المسؤولية وأخيرا الأساس المالي. وفي مايلي الشرح بالتفصيل:
1. اختلاف الهدف: فالإدارة العامة تهدف في المقام الأول إلى تقديم خدمات عامة للمواطنين بغض النظر عن العوائد المادية المترتبة على هذه الخدمات أما الإدارة الخاصة فتهدف في المقام الأول إلى الربح المادي.
2. اختلاف المستفيدين: في القطاع العام تستفيد شريحة كبيرة جدا من المواطنين من الخدمات العامة أما القطاع الخاص فشريحة المستفيدين لا تتعدى العملاء والمساهمين وصاحب المشروع.
3. من ناحية دائمية الوظيفة: في الدول التي تنهج النظام المغلق تعتبر الوظيفة العامة دائمة فحتى في حالة إلغاء الوظيفة فإن الموظف يظل في خدمة الدولة ويتقاضى أجرة ويختلف الوضع تماما في الإدارة الخاصة فالوظيفة ذات طابع تعاقدي ويعتمد بقاء الموظف على حسب الحاجة إليه.
4. معايير اتخاذ القرار: في الإدارة العامة تدخل الاعتبارات السياسية والاجتماعية ويتخذ القرار بعد مداولات ومناقشات طويلة وهو في الأخير ليس قرار شخص واحد، أما في إدارة الأعمال فيؤخذ بالاعتبار المعايير الموضوعية والاقتصادية ونادرا ما يؤخذ بغيرها ويرجع ذلك بسبب الهدف الأساسي لإدارة الأعمال وهي الربح المادي فكما قال هورلدكرنتر «الخسارة التي تترتب عن مراعة شعور الناس تتحملها ميزانية الدولة بالنسبة للسياسيين أما بالنسبة لأصحاب الأعمال فإنهم يتحملونها ويدفعونها من جيوبهم وذلك يعنى افلاسه».
5. أساليب وطرق التقييم: يقيم كل قطاع على أساس هدفه العام فبما أن القطاع الخاص هدفة هو الربح المادي فإن المعايير التي يقوم على أساسها هي معايير اقتصادية بحتة أما في القطاع العام فلا يمكن الاعتماد على المعايير الاقتصادية فقط فكما يقول والدو (Waldo): «لا يمكن مثلا أن يقيم أداء قسم الشرطة بمعيار النفقات النقدية التي أنفقتها خلال فترة زمنية معينة كما لا يمكن تقييم أدائه على أساس الإيراد الذي حقق ولا يمكن أخذ معيار الربحية لقياس أداء المنظمات العامة حيث لا توجد صلة بين الإيرادات التي تحققها والنفقات التي تتحملها».
6. المسؤولية: أولا تعرف المسؤولية بأنها الدرجة التي تكون المؤسسة أو المنظمة مسؤولة تجاة الآخرين فيما يتعلق بأدائها، فالإدارة العامة مسؤولة أمام جهات متعددة فهي مسؤولة أمام الجمهور وأمام السلطة التشريعية وغير ذلك أما في القطاع الخاص فالمسؤلية أمام مجلس إدارة المشروع فقط.
7. الأساس المالي: تختلف الإدارات من حيث الإيرادات والمصروفات والجهة المسئولة ففي القطاع العام توجد مصادر متعددة للإيرادات تتنوع من الضرائب إلى الإصدار النقدي والرسوم وغيرها الكثير وتتنوع أيضا أوجه الإنفاق على الصحة والتعليم والمواصلات وغيرها الكثير من المرافق الاجتماعية أيضا وبالنسبة لإعداد الميزانية فهي تأخذ وقت طويل بسبب تعدد الجهات المشاركة أما في القطاع الخاص فإن إيرادهم يعتمد بشكل كبير على الاستثمارات الخاصة بهم وهناك اقتصاد في النفقات لتحقيق أكبر نسبة أرباح وإعداد الميزانية منوط بإدارة معينة داخل المنظمة لذلك فهي لا تأخذ وقت طويل.

يقصد بالإدارة العامة جميع العمليات أو النشاطات الحكومية التي تهدف إلى تنفيذ السياسة العامة للدولة. فهي موضوع متخصص من الموضوع الأكثر شمولاً وهو «الإدارة»، والإدارة هي تنفيذ الأعمال باستخدام الجهود البشرية والوسائل المادية استخداماً يعتمد التخطيط والتنظيم والتوجيه، وفق منظومة موحدة تستخدم الرقابة والتغذية الراجعة في تصحيح مساراتها، وترمي إلى تإدارة عامة حقيق الأهداف بكفاية وفعالية عاليتين. وتفيد في ذلك من العلوم النظرية والتطبيقية، وحين تتعلق هذه الأعمال بتنفيذ السياسة العامة للدولة تسمى الإدارة «إدارة عامة».
فالإدارة العامة تشمل كل هيئة عامة، مركزية أو محلية أوكلت إليها السلطة السياسية وظيفة تلبية الحاجات العامة، على اختلاف صورها، وزودتها بالوسائل اللازمة لذلك، وتشمل أيضاً أسلوب عمل هذه الهيئات وطابع علاقاتها فيما بينها وعلاقاتها بالأفراد.
ولقد تطور مفهوم الإدارة العامة بتطور المجتمعات وتقدمها وبتطور وظيفة الدولة الحديثة وتحقق هذا التطور بتأثير عوامل متعددة منها: متطلبات التقدم الاقتصادي، والأزمات الاقتصادية وانتشار الأفكار الاشتراكية وظهور النظم السياسية الاشتراكية، مما جعل الدولة محركاً أساسياً للتطور الاقتصادي والاجتماعي ومسؤولة عن تحقيق العدالة الاجتماعية واستمتاع الجماهير بثمرات هذا التطور والتقدم.
وتجلى هذا التطور، على الصعيد الإداري، بإضافة أعباء جديدة تنهض بها الدولة، فضلاً عن الأعباء التقليدية السابقة، مما دعا إلى إحداث أجهزة إدارة جديدة أو تطوير الإدارات القائمة والوسائل التي تستخدمها وانعكس ذلك على نطاق تدخل الإدارة العامة، فلم يعد دورها يقتصر على تنفيذ السياسة العامة للدولة وتحقيق أهدافها بل اتسع نطاق تدخلها أيضاً ليشمل المجال التشريعي، وذلك عن طريق إشراكها في رسم السياسة العامة للدولة في كثير من المجالات والنشاطات العامة والخاصة ولاسيما الاقتصادية منها.
حظيت الإدارة العامة باهتمام الباحثين والعلماء في جميع أنحاء العالم وخاصة الولايات المتحدة الأمريكية فنشأ علم جديد اسمه علم الإدارة العامة، غير أن هذا العلم بوصفه واحداً من العلوم الاجتماعية التي تعنى «بالواقعة الإدارية» بصفتها ظاهرة اجتماعية، مازال ناشئاً لم تستقر قواعده بعد ولم يتحدد إطاره ومضمونه بدقة.
(أ) مفهوم الإدارة كممارسة: Management as a preocess.
الإدارة هنا هي الاستخدام الفعال والكفء للموارد البشرية والمادية والمالية والمعلومات والأفكار والوقت من خلال العمليات الإدارية المتمثلة في التخطيط والتنظيم والتوجيه والرقابة بغرض تحقيق الأهداف.
هذا ويقصد بـالموارد:
- الموارد البشرية: الناس الذين يعملون في المنظمة.
- الموارد المادية: كل ما يوجد في المنظمة من مباني وأجهزة وآلات.
- الموارد المالية: كل المبالغ من المال التي تستخدم لتسيير الأعمال الجارية والاستثمارات الطويلة الأجل.
- المعلومات والأفكار: تشمل الأرقام والحقائق والقوانين والأنظمة.
- الوقت: الزمن المتاح لإنجاز العمل.
ولقد تطور مفهوم الإدارة العامة بتطور المجتمعات وتقدمها وبتطور وظيفة الدولة الحديثة وتحقق هذا التطور بتأثير عوامل متعددة منها: متطلبات التقدم الاقتصادي، والأزمات الاقتصادية وانتشار الأفكار الاشتراكية وظهور النظم السياسية الاشتراكية، مما جعل الدولة محركاً أساسياً للتطور الاقتصادي والاجتماعي ومسؤولة عن تحقيق العدالة الاجتماعية واستمتاع الجماهير بثمرات هذا التطور والتقدم.
ويقصد بالعمليات الإدارية:
التخطيط والتنظيم والتوجيه والرقابة وسيتم تناولها لاحقاً.
الفاعلية: effectiveness
ويقصد بها مدى تحقيق أهداف المنظمة.
الكفاءة: Efficiency.
ويقصد بها الاستخدام الاقتصادي للموارد: أي الاقتصاد في استخدام الموارد وحسن الاستفادة منها، والشكل أدناه يبين علاقة الموارد والعملية الإدارية والأهداف ببعضها.

### الإدارة كعلم
هو ذلك الفرع من العلوم الاجتماعية الذي يصف ويفسر ويحلل ويتنبأ بالظواهر الإدارية، والسلوك الإنساني الذي يجري في التنظيمات المختلفة لتحقيق أهداف معينة.
- المهارات الإدارية: Management skills
يتطلب من أي مدير أن يتمتع بالمهارات التالية:
(أ) مهارات فكرية Conceptual Skills
كالقدرة على الرؤية الشمولية للمنظمة ككل وربط أجزاء الموضوع ببعضها البعض.
وهذه المهارة مطلوبة أكثر في الإدارة العليا.
(ب) مهارات إنسانية Human Skills
وتعني باختصار القدرة على التعامل مع الآخرين، وهي مطلوبة بشكل متساوي في جميع المستويات الإدارية.
(ج) مهارات فنية Technical Skills
كاكتساب مهارة اللغة والمحاسبة، واستخدام الحاسوب وهي مطلوبة أكثر في المستويات الإدارية الدنيا.
- الإدارة هل هي فن أم علم؟ art or science.
الإدارة فن لأنه لابد للمدير أن يمتلك القدرة الشخصية على تطبيق الأفكار والنظريات والمبادئ الإدارية بطريقة ذكية ولبقة تعكس الخبرة والتجربة والممارسة.
والإدارة علم لأننا ندرس في الجامعات نظريات ومبادئ وأفكار إدارية وبذلك يمكن القول أن الإدارة هي فن وعلم في نفس الوقت.

### مجالات الإدارة
هناك مجالات متعددة تطبق فيها الإدارة، فهي تطبق في القطاع العام Public-Sector ويطلق عليها في هذه الحالة الإدارة العامة public - administration وتطبق في القطاع الاقتصادي economic - sector وتسمى في هذه الحالة إدارة الأعمال Business - administration .
أهمية الإدارة:
في الماضي كانت وظيفة الدولة تنحصر في مرافق الدفاع، والشرطة، والقضاء. بمعنى أن مهمتها هي توفير الأمن الداخلي والخارجي، مما جعل علاقتها بمواطنيها علاقة استثنائية وعليهم –أي على مواطنيها– أن يوفروا حاجاتهم الضرورية، حديثاً تزايد الطلب على الحكومة لتلعب دوراَ بارزاً في تقديم البرامج التنموية التي تساهم في رفع المستوى المعيشي ورقي مواطنيها. وهذا ما أدى إلى ظهور ما يطلق عليه في وقتنا الحاضر (دولة الخدمات العامة) أو (دولة الرفاهية)
إذاً فالإدارة العامة هي الركيزة الأساسية للدولة الحديثة. ورسم السياسة العامة بدقة ليس كافياً، بل لا بد من وجود جهاز تنفيذي فعّال يعتمد على أساليب إدارية حديثة تكفل تقديم الخدمات العامة في أقصر وقت وبأقل تكلفة ممكنة. إن أي تنظيم، أياً كان هدفه، يحتاج إلى الإدارة. الوزارة، الجامعة، المصنع، الشركة، المدرسة... وغيرها لا بد لكل منها من وجود إدارة تعينها على أداء أنشطتها المختلفة . ونجاح أي من هذه التنظيمات يعتمد على كفاءة ونوعية جهازها الإداري ومقدرته على التطوير والتجديد والإبداع ليواكب متطلبات مجتمعه وبيئته الخارجية.

### أهمية الإدارة في المجتمع
يعود تقدم الأمم إلى الإدارة الموجودة فيها، فالإدارة هي المسؤولة عن نجاح المنظمات داخل المجتمع، لأنها قادرة على استغلال الموارد البشرية والمادية بكفاءة عالية وفاعلية. فهناك العديد من الدول التي تملك الموارد المالية والبشرية ولكن لنقص الخبرة الإدارية بقيت في موقع متخلف.
ويمكن أن يقال: إن نجاح خطة التنمية الاقتصادية والاجتماعية وتحقيقها لأهدافها لا يمكن أن يتم إلا بحسن استخدام الموارد المتاحة المادية والبشرية. وكذلك نجاح المشروعات المختلفة في جميع الأنشطة الاقتصادية الزراعية والصناعية الخدماتية. ولا شك بأن استخدام الموارد المتاحة دون إسراف أو تقصير يتوقف أساسا على كفاية الإدارة في مجالات النشاط المخلفة، كما أن نجاح المشروعات وتحقيقها لأهدافها الموضحة في خطة عملها يتوقف على كفاية إدارتها، ومن هنا نجد أن نجاح خطط التنمية الاقتصادية والاجتماعية مرتبط بمستوى الكفاية الإدارية في المشروعات المختلفة داخل الدول. وخلال الحديث عن التنمية والإدارة فإن البلدان النامية تواجه كثيرا من المشكلات الإدارية التي تحتاج إلى قدرة وكفاءة إدارية لمواجهتها والتصدي لها وحلها، حتى يمكن أن تحقق أهداف التنمية المرغوبة.